# Saint-Maurice-des-Champs
Saint-Maurice-des-Champs är en kommun i departementet Saône-et-Loire i regionen Bourgogne-Franche-Comté i östra Frankrike. Kommunen ligger i kantonen Buxy som tillhör arrondissementet Chalon-sur-Saône. År 2022 hade Saint-Maurice-des-Champs 65 invånare.

## Befolkningsutveckling
Antalet invånare i kommunen Saint-Maurice-des-Champs
| Referens: INSEE |